# Colpectomie

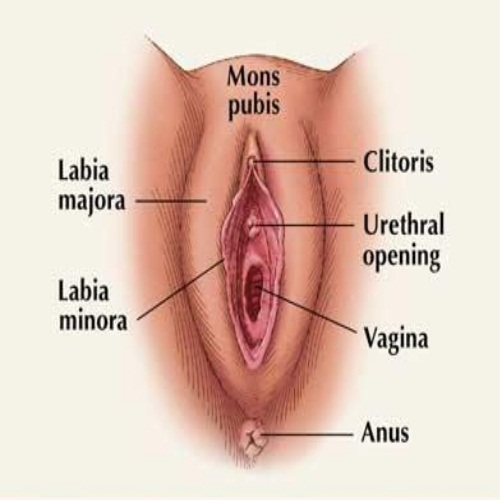
Schéma externe du sexe féminin

La colpectomie est l'ablation chirurgicale plus ou moins totale du vagin. Il s'agit d'une intervention rare pratiquée essentiellement en cas de prolapsus vaginal.